# 菅原千恵
菅原 千恵（すがわら ちえ）は、日本のAV監督、アダルトビデオプロデューサー、実業家。アダルトコンテンツ製造販売業ソフト・オン・デマンドの元取締役社長、アダルトビデオメーカーSODクリエイトの元社長。

## 概要
宮城県仙台市の高校を卒業して上京。女優を目指して劇団員となり、1995年12月に高橋がなりが設立した ソフト・オン・デマンド(SOD)のアダルトビデオに出演した。更に翌年の1996年、ソフト・オン・デマンドに入社した。当時は女性の進出が極めて少ない業種であるAV業界への就職だった。
以後、高橋がなりの愛弟子として多数の作品制作に携わり、1年後に『初めてのkiss』でAV監督デビューをした。これも当時としては非常に珍しい女性AV監督であった。大ヒットシリーズとなった『SOD女子社員シリーズ』には、初期に司会者として出演している(他の女子社員達とは異なり菅原千恵自身の性行為はなし)。プロデューサー業にも携わり、制作部門を取りまとめた。
1999年、SODの子会社であるAV製作会社ハムレット（現SODクリエイト）の代表取締役社長に就任し、AV業界初の女性社長となった。
2007年5月、SOD創業社長の高橋がなりの勇退を受け、ソフト・オン・デマンドの第2代取締役社長に就任した。就任後は制作部門を離れ、流通や販売業務に専念した。
しかしSODの社長就任後にAV OPENで自社買収行為が起き、製作部門であるSODクリエイト代表取締役社長の井上一士が謝罪した。
2013年、6年間務めたソフト・オン・デマンドの社長の座を井上一士に譲り、17年間勤めたソフト・オン・デマンドを退職した。
なお、SODは会社設立時点から現在まで、創業社長の高橋がなり(株主)が事実上支配し続けている。

## おもな監督作品
- 初めてのkiss(はじめてのキッス、KISS-001)
- 菅原ちえ監督の手コキコキコキ（1999年）[2]
- ちえズ.エンジェル コスプレAV 1（2001年7月7日、DEMAND （ハムレット））出演：宮澤ゆうな、友崎りん、夢野まりあ
- ちえズ.エンジェル コスプレAV 2（2001年7月7日、DEMAND （ハムレット））出演：宮澤ゆうな、友崎りん、夢野まりあ
- ちえズ.エンジェル コスプレAV 3（2001年7月7日、DEMAND （ハムレット））出演：宮澤ゆうな、友崎りん、夢野まりあ

## 関連人物
- 高橋雅也（高橋がなり）
- 森下くるみ
- ミュウ (AV女優)
- 宮澤ゆうな
- 友崎りん
- 夢野まりあ
- 七瀬ななみ